# ڤودكا رين
ڤودكا رين هي فرقة موسيقى إندي (مستقلة) من كوريا الجنوبية تشكلت عام 2005 ميلاديا، حين قام الأعضاء بتوقيع عقد مع شركة ميوزيكابال وإصدار أالبوم الترسيم الخاص بهم تحت اسم الأعوام العجيبة في عام 2007  ميلاديًا. أعضاء الفرقة الحاليين هم: آن سونق چون ولي هآي وان وچوو يوون ها وسيو سانق چوون
| ڤودكا رين     |                                                  |
| التصنيف       | إندي، الروك الهادئ                               |
| سنوات الترويج | 2007 – حاليًا                                     |
| شركة التسجيل  | ميوزيكابال                                       |
| الأعضاء       | آن سونق چون لي هآي وان چوو يوون ها سيو سانق چوون |

| المحتوى 1 أعضاء الفرقة 2 الإصدارات الفنية 2.1 ڤودكا رين 2.2 الألبومات 3 الخلافات 4 المراجع |

أعضاء الفرقة
- آن سونق چون  - الغناء
- لي هآي وان – القيتار
- چوو يوون ها – قيتار البيس
- سيو سانق چوون – الطبول

الإصدارات
- ڤودكا رين
- الأعوام العجيبة (2007)
- ڤودكا رين  (2007)
- مذاق  (2008)
- صٌداع الكحول (2009)
- فاصلتان (2009)
- باهت (2010)

الألبومات
- الجزء العاشر من جولة لا لا لا الموسيقية الحية لإم بي سي (2010)
- انقذوا الهواء – قرين كونسرت  (2011)
- تسجيلات عُثر عليها – الجزء الخامس (2011)

الخلافات
حظرت وزارة العدل بين الجنسين والعائلة أغنية ڤودكا رين المسماة «مطعم الليل» في عام 2011 ميلاديًا، وقامت من بعدها فرقة ڤودكا رين بالإضافة إلى عدة من فرق موسيقى الاندي برفع دعوى قضائية جماعية ضد وزارة العدل بين الجنسين والعائلة لغرض لإعادة طرح موسيقاهم في الأسواق.

## وصلات خارجية
- ڤودكا رين على موقع ميوزك برينز (الإنجليزية)